# Farino
Farino (in xârâcùù: Udi Pwee oppure Renko) è un comune di 712 abitanti della Nuova Caledonia nella Provincia Sud.
Farino è il comune con meno abitanti della Nuova Caledonia.

## Storia
Farino venne fondato da coloni corsi provenienti dal paese di Farinole, non lontano da Bastia, da cui prese il nome. Lo scrittore Jean Mariotti nacque a Farino nel 1901.